# Svenska mästerskapet i handboll för herrar 1944/1945
Svenska mästerskapet i handboll 1944/1945 vanns av Majornas IK. Deltagande lag var DM-vinnarna från respektive distrikt.

## Omgång 1
- IK Tord–HK Drott 5–11

## Omgång 2
- Norslunds IF–Gävle GIK 9–16
- Visby IF–SoIK Hellas 13–19
- Skövde AIK–Karlstads BIK w.o.
- Lysekils FF–Majornas IK 8–20
- IFK Umeå–IFK Sundsvall 12–8
- Västerås HF–F 11 IF 5–6
- HK Drott–IFK Karlskrona w.o.

## Kvartsfinaler
- Gävle GIK–SoIK Hellas 8–11
- Skövde AIK–Majornas IK 7–10
- IFK Umeå–F 11 IF 12–18
- IFK Malmö–IFK Karlskrona 5–9

## Semifinaler
- SoIK Hellas–Majornas IK 8–9
- F 11 IF–IFK Karlskrona 12–15

## Final
- Majornas IK–IFK Karlskrona 12–10